# Медведево (смт)
Медве́дево (рос. Медведево, марій. Маскасола) — селище міського типу, центр Медведевського району Марій Ел, московія. Адміністративний центр та єдиний населений пункт Медведевського міського поселення.
В радянські часи існував населений пункт Опитне Поле, яке пізніше увійшло до складу селища.

## Населення
Населення — 16841 особа (2010; 16610 у 2002).